# BLUE GENDER
『BLUE GENDER』（ブルージェンダー）は、1999年10月7日から2000年3月30日まで毎週木曜日25時50分から26時20分にTBSで放送されたテレビアニメ作品。全26話。関西地区では毎日放送ではなくKBS京都で放送されていた。後にキッズステーションでも放送された。月刊コミックドラゴンにおいて加崎善彦の作画で漫画連載もしていた（単行本はドラゴンコミックス）。

## あらすじ
現代の医学では治療不可能な病気を未来の医療技術に希望を託したスリーパーと呼ばれる冷凍睡眠患者。その一人、海堂祐司が目覚めたのは巨大な虫を彷彿させる謎の生命体、BLUEによって支配された西暦2031年の荒廃した地球だった。
変わり果てた世界を目の前にただ愕然となる祐司に対し、極東方面スリーパー回収部隊チーム・グランザイルのアーマーシュライクパイロット、マリーン・エンジェルは事の経緯を淡々と説明する。BLUEが出現したのは今から14年前であること。BLUEは鉱物などの無機物までをも喰らって自らの生命エネルギーに変換できる極めて特殊な生物であること。その圧倒的な繁殖力を前に地球を追われた人類はセカンドアースと呼ばれる衛星軌道上のスペースステーションへ移住したこと。長年にわたって反撃の機をうかがっていた人類が遂にその行動を起こしたこと。
こんな世界に目覚めるぐらいならいっそ死んだほうがましだったと言う祐司に、スリーパーをセカンドアースに収容することが自分たちの任務であり、それが終われば死んでもかまわないとマリーンは冷徹な言葉を返すのだった。
一行は宇宙へ向かうために海上基地へ向かうものの、突然のBLUEの襲撃によりチームの大半が死傷。基地からの撤退を余儀なくされ、新たにロシアのバイコヌール基地を目指すこととなる。この戦いで自分の無力さを痛感した祐司は、「何もできずに殺されるのはごめんだ」として、半ば強引に戦闘技術の訓練を申し出る。マリーンやジョーイ・ヒールドの指導の元、祐司は銃器の扱いやアーマーシュライクの操縦技術を身につけ、危なげながらも韓国にたどり着く。祐司はそこの廃墟でユンと名乗る少女と他にも多くの生存者がいることを知るが、地上の人間を死者として扱うマリーンの態度に憤慨する。やがてBLUEの襲撃を受け、ユンを含めた生存者は全滅し、唯一生き残っていた隊員であるジョーイと小隊長のロバート・ブラッドレイも戦死。祐司はマリーンと二人だけでバイコヌール基地を目指すこととなる。祐司はマリーンとの旅を通じて彼女の過去を知り、少しずつ絆を深めていく。やっとたどり着いたバイコヌール基地での戦闘に辛うじて勝利して宇宙にあがるも、シャトルに乗り込んでいたBLUEの攻撃を受け祐司は負傷する。
マリーンはスリーパーである祐司を作戦に参加させた責任を問われ、再教育を受けることとなる。しかし祐司の身が気がかりになったマリーンは訓練施設を脱走し、医療ステーションにて祐司と再会。そこで最高議会からスリーパーがBLUE殲滅の切り札になりうるという事実を聞かされる。祐司はマリーンをパートナーにすることを条件に、彼らに協力することを約束した。
スリーパー部隊を参入させた第一次降下作戦は大勝に終わるものの、祐司は同じ部隊に所属するスリーパーであるトニー・フロストにライバル意識を燃やすうち、地上人の生存者を気遣うようになったマリーンとは対照的に周囲の被害を省みない凶暴な性格に豹変していってしまう。医療科学班チーフ、セノ・ミヤギの解析によればB細胞の暴走によるものとされ、このままでは祐司の命が危ないと言う。第二次降下作戦開始後、最高議会に懸念を抱いたセノはクーデターを起こし、マリーンは祐司を止めるために遅ればせながら地球に向かう。豹変した祐司は鼻歌を歌いながらBLUEを殲滅し、マリーンにすら平気で銃を向けるようにまでなっていたが、マリーンの決死の説得により自分を取り戻すことに成功する。
しかし宇宙に戻った祐司とマリーンを待っていたのは、BLUEを使って医療ステーションを占拠したトニーだった。トニーと仲間のアリシア・ウィッスルを止めるために祐司は奮闘するも、二人とも祐司の説得に耳を貸そうとはしなかった。医療ステーションを破壊したことで脅威は去ったものの、祐司は再び仲間を守れなかった悲しみを背負うこととなった。
やがてセノはBLUEに支配された地上に戻ることを諦め、セカンドアースに永住する考えを固める。これに賛同できない祐司はマリーンと数名の仲間と共に、ギアナ高地で起きた巨大ネストの捜索も兼ねて地上に降りる。ネスト内部において最強のBLUEと戦闘になるも、辛うじて撃退。そして祐司は地球の意志に触れるため、マリーンに地上に戻るように説得する。マリーンは危険を承知の上で祐司について行こうとするも、祐司に、宿した祐司の子の身を思われたことで帰還する。そして地球の意志に触れた祐司は、BLUEによるプランド・スーサイダルの終わりを知る。マリーンの元に帰った祐司は、マリーンと共に地球で生きていくことを決意したのであった。

## 登場人物

### メインキャラ
海堂祐司（かいどう ゆうじ）
声 - 野島健児
本作の主人公。2009年に特殊な病気に感染していることを知らされ、現在の医療では無理と未来の医療技術の発展に全てを託して人工冬眠に入る。その後、謎の生命体BLUEが蔓延る地球に目覚める。本来、彼をはじめとする人工冬眠を行っていた人間（通称としてスリーパーと呼ばれる）は睡眠中のまま宇宙に存在するセカンドアースに運ばれ、そこで目覚めさせられるはずであったが、彼だけはBLUEの突然の襲撃のために地球上で目覚めてしまう。目覚めてからしばらくの間は、あまりの状況の変化に混乱し、戦うことに恐怖していたが、多くの人達との出会いと別れを繰り返す中で成長し、地球をBLUEから人間の手に取り戻すためにみずから戦うことを決意する。バイクが趣味で、アーマーシュライクが使えない状況ではバイクを駆って戦うこともある。元来、他人を思いやる優しい性格であったが、B細胞の活性化にともない、超人的な戦闘力を発揮し始めると同時に非常に好戦的な面を強めていき、トニーに対するライバル意識も手伝ってBLUE殲滅のためとあれば手段を選ばない性格へ変化していく。一度は祐司の暴走を止めようとしたマリーンの搭乗機にさえ発砲するまで凶暴化したが、マリーンの決死の説得で我にかえり、以後は感情を爆発させるようなことはなくなり、マリーンに対しても自分にとって大切な存在だと改めて認識した。クーデター後のセカンドアースにおいては「他人に危害を加えさえしなければ何をしても良い」との方針から、B細胞を持つ祐司らスリーパーも放任状態にあったが、他の乗組員からは快く思われておらず、祐司自身も地球を離れて生きていくというセノの方針に違和感を覚え、南米のBLUE大移動を調査する機会にもはやセカンドアースには戻らないことを決意、マリーン達とともに地球に降りる。そして最後のBLUEとの戦いの後に「大いなる意志」に触れ、お腹に新たな命を宿したマリーンの元へ無事に帰った。
マリーン・エンジェル
声 - 桑島法子
本作のヒロイン。スリーパー回収部隊チーム・グランザイルに所属するアーマーシュライクのパイロット。銃器の扱いに長けており、アーマーシュライク搭乗時は主に狙撃戦を得意とする。さらにトラックやスペースシャトルの操縦技術も有する。過去にBLUEによって家族を殺害されており、その時に遭遇したセカンドアースの人間に助けられ、戦闘部隊の一員として育てられた。彼女をはじめとするセカンドアースの人間は地上に残された人類とは違った感性を持っており、軍規に忠実で冷徹な態度をとっていたが、祐司と行動を共にする中で豊かな表情を見せるようになった。当初はあくまでも「任務の為に」祐司を守っていたが、共に戦ううちに少しずつ心境に変化が見え、自覚のない好意を抱くようになる。スリーパー回収任務からセカンドアースに帰還した際、祐司を戦闘に参加させたことを咎められ、任務不適合として再教育を受けさせられるが、地上での経験から負傷した仲間を捨て置くのではなく仲間と助け合うことがBLUEの蔓延る地上を生き残る術と考え、アーミックの教育方針を頑に拒否した。また、祐司をあくまで「サンプル」と呼ぶ最高議会に不信感を覚え、隔離された祐司を探して医療ステーションを探しまわり、居場所を聞き出すためにセノを軟禁、この件をきっかけに面識を持つようになった。その後、セノの計らいで祐司と行動を共にするためスリーパー部隊に所属、祐司とコンビを組むことになった。祐司とともにトニーの暴走を阻止した後、互いの気持ちを確かめ合い、祐司と結ばれた。後にギアナ高地における異常観測のために祐司と共に地球に降り立ち、巨大ネストの最深部で最後のBLUEと抗戦。祐司に自身と宿した子供の身を思われ、地上に帰還する。そして無事帰ってきた祐司を迎え入れた。

### セカンドアース

#### 幹部・指揮官
ビクター
声 - 佐藤正治
セカンドアース最高議会総裁。「最高議会の決断は間違いであってはならない」との考えを持っており、B細胞を持つスリーパーによって地上からBLUEを一掃するという最高議会の決定を是が非でも実現しようとした結果、セノらの反発を招くことになった。クーデターによって軍事ステーションを追われ、医療ステーションから奪還の機会を伺っていたが、スリーパーを過信するのは危険だというルーの説得に応じることはなく、なおもスリーパーの能力を信じ続けた。第二次降下作戦から帰還したトニーを自らシャトルまで出迎えたが、その際、トニーらが持ち込んだBLUEの餌食となって死亡した。
アーミック・ヘンダル
声 - 米本千珠
セカンドアース・教育ステーションの指揮官。部隊任務不適合とれたマリーンに再教育を施そうとする。脱走したマリーンを追いつめた際みぞおちに手拳を食らわせたり、クーデターの際には自ら銃を手に取って戦うなど、気性が荒くも勇敢な女性である。クーデター後は独房に幽閉されていたが、自分はBLUEと戦うために生きて来たとの自負から脱走を図り、輸送船を奪って単身地上へと去って行った。その後の消息は不明。
セノ・ミヤギ
声 - 堀勝之祐
セカンドアース・軍事ステーション科学セクションの医療科学班チーフ。B細胞の研究を主導していたが、その有用性とともに危険性も察知し、スリーパーを戦闘員として地上に降下させることを問題視していた。祐司のB細胞の暴走を止める鍵がマリーンであると考え、隔離されていた祐司と脱走して祐司を探していたマリーンとを引き合わせるため、裏工作を行った。この件をきっかけに、スリーパー部隊による早期のBLUE排除を目指していた最高議会と対立することとなり、密かに仲間を集めて反最高議会組織アークを結成してクーデターを企て、軍事ステーション・教育ステーションを占拠した。後にセカンドアースを人類の新たな生活拠点にしようと説いたが、結局BLUEとの戦闘だけを目標に生きて来た乗組員たちには受け入れ切れず、暴動の際にその乗組員らに取り囲まれて射殺され、無残な姿になった。
総集編「THE WARRIOR」ではスリーパーを利用した作戦失敗の責任をとる形で、ピストル自殺した。
カダロフ警備隊長
声 - 小室正幸
セカンドアースにおける警備担当の指揮官。アーミックの失態を詰ったり自らの責任を転嫁したりするなど、いわば小者である。アーミックと同様に拘束されていたが、アーミックの脱走の際に最高議会を裏切ったセノを処刑するべく自らも脱走。セノに銃口を突きつけるところまではたどり着いたが、祐司に気をとられた隙にセノに射殺された。
ダグ・ブレス
声 - 嶋俊介→北川勝博
セカンドアースの指揮官。アーミックとはライバル関係。
ルー・リー・チャン
声 - 萩森侚子
最高議会の構成員の一人で、スーとは双子の姉妹。科学班の出身で、B細胞の危険性についても認識を有していたため、ビクターたちを止めようとしたが聞き入れられることはなかった。トニーが持ち込んだBLUEから逃れ、隠れていたところを祐司たちに発見された後は、医療ステーションの居住セクションで冷凍睡眠状態に置かれていた一般人らを軍事ステーションに収容するため奔走した。

#### スリーパー部隊
トニー・フロスト
声 - 佐藤浩之
スリーパー部隊第1小隊のエース。祐司と違いセカンドアースで目覚めさせられた。スリーパーとしての能力を最大限発揮し、一人でBLUEのネストを破壊するほどの超人的戦闘力を見せる。祐司は彼のことを同じスリーパーとしてライバル視していたが、トニー自身は祐司に対して友好的な感情を抱いていた。性格は冷静沈着で冷淡、セカンドアースの人間を信用していない。第二次降下作戦の際に「BLUEは増えすぎた人類を地球上から排除するために地球が生んだ存在である。BLUEと同じB細胞を持ったスリーパーもその一端を担う存在である」との確信を抱くに至り、セカンドアースにBLUEを持ち込んで医療ステーションを阿鼻叫喚に陥れた。乗っ取った医療ステーションを軍事ステーションに激突させることを企て、祐司の説得によっても正気を取り戻すことはなく、祐司の銃弾に倒れ、アリシアに抱かれながら医療ステーションの爆発によって共に散った。
アリシア・ウィッスル
声 - 安田美和
スリーパー部隊第1小隊に配属されたスリーパー。トニー同様にセカンドアースで目覚めたため、地球の惨状を全く知らない。スリーパーとしての能力を発揮し始めた祐司に好意を抱き、祐司にアプローチをかけてくる。マリーンをライバル視し、対抗意識を燃やす。スリーパーとしての能力は低く、作戦行動中でもあくびをしたりすぐに愚痴をこぼすなど子どもっぽい言動が目につき、部隊の足手まといになることが多い。第二次降下作戦の際にトニーの手引きでBLUEに親密感を覚えるようになり、共にセカンドアースにBLUEを持ち込んだ。祐司に対しては最後まで好意を抱いていたが、祐司とともに生きることはできないと悟り、トニーと共に医療ステーションの爆発に飲まれて宇宙に散った。
ブレンダ・ミレン
声 - 嶋村薫
スリーパー部隊第1小隊隊長。女性であるスーと性行を行っていることから同性愛者（もしくは両刀使い）の模様。第二次降下作戦においてBLUEに身体を両断され、死亡する。
リック・キルマー
声 - 伊藤栄次
スリーパー部隊第1小隊の隊員。マリーンに気があり、ことあるたびにアタックをかけているが、ことごとく失敗に終わっている。マリーンが祐司らスリーパーのデータが改ざんされていることに気づき、本来のデータをセノに届けるために彼にデータディスクを託した。このデータディスクは、セノにクーデターを決意させる決定打となった。トニーに乗っ取られた医療ステーションに潜入し、トニーの暴走を止めようと祐司らと行動を共にしていたが、BLUEによって深手を負いやむなく脱出する途中、BLUEに襲われて死亡した。
スー・リー・チャン
声 - 萩森侚子
スリーパー部隊第1小隊のサポート要員。ルーの双子の姉妹で、最高議会から密命を受けて隊員として潜入し、セノに提供するスリーパーの能力値などのデータを改ざんしていた。後に、ルーとともに医療ステーションから居住セクションを切り離す作業に当たった。
ベン・デイヴィス
声 - 根本央紀
スリーパー部隊第1小隊の隊員。

#### スリーパー回収部隊
チーム・グランザイル
ロバート・ブラッドレイ
声 - 堀之紀
スリーパー回収部隊チーム・グランザイルの小隊長。海洋上に存在するスペースポートがBLUEに襲撃された際に重傷を負う。第5話でBLUEの群れから祐司とマリーンを逃がすため、爆弾を使いBLUEを道連れにして戦死した。
ジョーイ・ヒールド
声 - 菅沼久義
スリーパー回収部隊チーム・グランザイルに所属する、2人乗りアーマーシュライクのパイロット。主に機体の駆動関連を担当。年齢が近く、たまたま歌っていた鼻歌が祐司の時代に流行っていたものだったこともあり、祐司ともすぐに親しくなる。その後、自分も戦いたいという祐司の気持ちに応え、しぶるマリーンを説得して、祐司をアーマーシュライクのパイロットとして教育する。しかし、第5話でBLUEとの戦闘で致命傷を負い、祐司に看取られ息絶えた。
キース・ビーン
声 - 松本大（TV版）、神奈延年（THE WARRIOR）
スリーパー回収部隊チーム・グランザイルに所属する、2人乗りアーマーシュライクのパイロット。主に機体の攻撃部位を担当。普段から荒っぽい性格だが、アーマーシュライクに乗るとさらに好戦的な性格になる。第2話でBLUEとの戦闘で相討ちになる形で戦死した。
ミニー・ホワイト
声 - 武田佳子
スリーパー回収部隊チーム・グランザイルに所属する特殊工作員。主に爆破処理、本部との通信などを担当している。キースに後ろから胸を揉まれても全く気にもとめず、セックスは性衝動処理の行動と割りきる初期のマリーンと同じ典型的なセカンドアース育ちな性格。第2話でトラックが瓦礫に乗りかかり急発進した際に後頭部を強打し、それが致命傷となり死亡する。
マルコム・リー
声 - 中田譲治（THE WARRIOR）
スリーパー回収部隊チーム・グランザイルの隊員。ジープの運転を務める。無口でほとんど喋ることはない。第2話で僚機に踏みつぶされ死亡した。
レッド・ヤンセン
声 - 不明
スリーパー回収部隊チーム・グランザイルの隊員。アーマーシュライクを運用するためのトラックの運転手で、筋肉質な身体を持つ女性。第2話でトラックが瓦礫に乗りかかり急発信した際に窓ガラスに頭を突っ込み、それが致命傷になり死亡する。無口。
バイコヌール基地
シャムス・ハン
声 - 花田光
バイコヌール基地で合流した他のスリーパー回収部隊（第12回収部隊）の情報技術担当兵。電子機器の扱いに長ける。自分たちが回収したスリーパーの女性を愛してしまい、結果、仲間を捨てて自分とその女性だけでシャトルで脱出しようとしてしまう。結局脱出はBLUEが基地の電力を奪っていたためにシャトルが発進できず、その後も電子機器の扱いに長けていることから拘束はされなかった。動力に張り付いたBLUEをナイフで強引に引きはがそうとするも、返り討ちにあい殺害されてしまう。ちなみにハンが愛したスリーパーの少女は、皮肉にもハンに寄生したBLUEにより殺害されていた。
総集編「THE WARRIOR」では末路こそアニメ版とほぼ同じものの、スリーパーの女性との関係はカットされており、マリーンを助けに行きたいという祐司の意志を汲んでアーマーシュライクが保管されている場所を教えたり、命令違反は重罪と主張する上司に「理不尽な命令も重罪ではないか」と反論するなど、人格者として描かれている。
漫画版では彼もスリーパーで、バイコヌール基地で仲間を全滅させたBLUEに惹かれ、祐司を同士として迎え入れセカンドアースを席巻しようと目論むが、祐司の洗脳に失敗したため単身シャトルでセカンドアースへと向かう。しかし乗り込んでいたダイスにシャトルを爆破され、宇宙に散った。
隊長
声 - 金尾哲夫（TV版）、若本規夫（THE WARRIOR）
バイコヌール基地で合流したスリーパー回収部隊の隊長。祐司やハンと共に基地内に潜入し、シャトルを発信させ基地からの脱出に成功する。
スコット・マニング
声 - 木下尚紀（TV版）、高瀬右光（THE WARRIOR）
バイコヌール基地で合流した他のスリーパー回収部隊（第18回収部隊）の狙撃兵。マリーンと同じく狙撃用のアーマーシュライクを操縦する。シャトル奪還作戦の際にBLUEとの戦闘で機体を破壊され、さらに周囲を包囲されて脱出不能になり、自爆装置を使って自爆し、戦死した。
ゲーニッヒ
声 - 今村直樹
バイコヌール基地で合流したアーマーシュライクのパイロット。シャトル奪還作戦の際にBLUEとの戦闘で死亡。
ミン
声 - 西川宏美
バイコヌール基地で合流したアーマーシュライクのパイロット。シャトル奪還作戦の際にBLUEとの戦闘で死亡。
その他の隊員
ダイス・クエイド
声 - 銀河万丈
アーマーシュライクのパイロット。所属部隊が全滅してなお、オアシスに潜むBLUEに復讐するため地上に残留し続けていた。オアシスで祐司たちと出会った後しばらくの間同行し、祐司たちをバイコヌール基地まで送り届けた。兵士としての技量は高い。祐司とマリーンの間の微妙な距離感に気を使ってさりげなくアドバイスをするなど、人生の先輩としても2人に影響を与えた。
漫画版では彼がマリーンに「生きて帰るおまじない」としてキスを教えた張本人であることが仄めかされている。アニメ版と違い基地での戦闘にも助っ人として参加し、マリーンを援護する。最後はセカンドアースに向かおうとするハンのシャトルに乗り込み、爆弾でシャトル諸共散った。
テッド
声 - 島田敏
ギアナ高地での異変を調査するために結成された部隊の隊員。スリーパーの一人でダブルエッジに搭乗する。スリーパーとしての能力は平凡で特に目立った特徴はない、いわゆる「良い人」。人工冬眠する前はテキサス育ちの田舎者だったらしい。ネストの地下で最後のBLUEと戦った際に戦死した。

### その他
孝史（たかし）
声 - 大水忠相
祐司の友人。物語序盤の回想にのみ登場し、生存しているかは不明。
ユン
声 - 小松幸江（TV版）、金田朋子（THE WARRIOR）
祐司たちが韓国のとある廃墟で出会った少女。犬のマルを連れている。この時代の人間だが、セカンドアースの人間ではないため、セカンドアースからは「すでに死んだもの」とみなされている。BLUEに襲われていたところをたまたま通りかかった祐司に助けられ、彼を慕うようになる。廃墟には彼女の父（声 - 稲田徹）を含む大勢の人が生き残っていたが、最終的にはBLUEの襲撃で全滅。ユン自身も祐司の目の前でBLUEに踏みつぶされ死亡した。
エリナ
声 - 西村ちなみ
祐司たちがバイコヌール基地への道中で出会った遊牧民の娘。父親（声 - 徳山靖彦）と共に暮らしている。正義感が強く、横暴非道を働く傭兵崩れの男たち（声 - 吉田裕秋、田中大文、村上陽）に対しても物怖じしない。祐司と惹かれ合うも、最終的に彼がマリーンを選んだために悲恋に終わった。

## 作品中の用語等
BLUE
2017年に初めて活動が観測された新生物で、有機物・無機物を問わず捕食して活動エネルギーを得ることができる。中には、電気のようなエネルギー自体を吸収できる種類も存在する。外観は巨大な昆虫や芋虫を思わせるが、体の一部にコアと呼ばれる器官らしきものがあり、これを破壊されると活動を停止する。コアの破壊に至らない場合でも、身体を大きく損傷すると活動できなくなる。コア以外の部分はきわめて頑丈で、機関銃や手榴弾でも容易には破壊できない。初期はコアは剥き出しの状態の物が多かったが、物語が進むに連れてコアを防御した個体、コアの位置が不明の個体、終盤ではコアが存在しない個体も出現した。今までのところ、水中で活動できる種類は確認されていないが、当初は外部に露出していたコアを覆うような個体が表れるなど、進化とも見られる変化を見せている。BLUEの驚異的な能力や攻撃性は、B細胞と呼ばれる特殊な遺伝子を持った細胞のためであるとされている。
ネスト
BLUEの巣で、既存のビルなどの建築物を取り込む形で形成されていることが多い。大規模なものは表面も非常に固く、ミサイルなどで攻撃しても貫通することができないため、内部に侵入して破壊する必要がある。ネスト内部には産卵室のようなものがあり、多数の卵が産み落とされている。本来ネストを一つ破壊するにはセカンドアースを上げての大規模な作戦行動が必要となるが、それでも成功率は極めて低い。
セカンドアース
人類がBLUEの脅威を逃れ、後にBLUEを排除して地球を人類の手に取り戻すべく衛星軌道上に建設された巨大な人工衛星。軍事・教育・医療の各ステーションごとに独立した建造物となっており、各ステーションには独立した動力機関がある。それぞれの間は輸送用の小型シャトルで移動する。来るべきBLUEとの戦闘に備えるため、また荒廃した地球を復興するため、特に選ばれた少数の人間だけが収容されており、選ばれなかった人間は地球上に取り残されて「すでに死んだものとして」扱われることとなった。
軍事ステーション
最高意思決定機関として最高議会が置かれているほか、戦闘員らの居住スペース、監房、トレーニングルームなどの設備があり、地上降下用のシャトルやアーマーシュライクなども多数格納されているなど、セカンドアースの中枢となっている。密かにスリーパー部隊の訓練施設も存在しているが、乗組員らにはスリーパーの存在自体が秘匿されている。内部は監視が行き届いており、機密レベルの高いエリアには自動銃（レーザー様の光線を発射するが弾速は遅く照準も不正確）も設置されている。また、従来は他のステーションとドッキングしていたらしく、そのエリアは無人のまま放置されており、地球の姿を見ることのできる数少ない「穴場」となっている。クーデターとトニーの事件以降、事実上の最高指導者となったセノによって人類の新たな生活拠点と位置づけられ、居住スペースの増設が進んでいたが、乗組員らの暴動によってステーションごと崩壊し、宇宙の塵となった。
医療ステーション
セカンドアースの乗組員らの健康管理のほか、B細胞の研究なども行われている。軍事的色彩は濃くないが、中枢部付近の外壁には自動迎撃装置も取り付けられており、シャトル発着口以外からの侵入は困難。機関部付近では保守点検用のオートマタが活動している。外部には、人工衛星と呼ぶには大掛かりな複数の推進装置があり、比較的自由な方向に移動できるようである。トニーはこれを用いて軍事ステーションとの激突を図った。
トニーが持ち込んだBLUEによって壊滅状態となり、セノの判断によって爆薬を満載した輸送用シャトルを使って爆破され、消滅した。
教育ステーション
劇中ではあまり明確な形では登場しない。バーチャルリアリティによる訓練が行われており、BLUEに襲われて負傷した際に再現される刺激などは身動きが取れなくなるほど激しい。教育の指揮はアーミックが執り行っている。
セカンドアースの人間
地球をBLUEの手から取り戻し、荒廃した都市などを復興するために、特に選び抜かれた者たち。選別の基準などは明らかではないが、その目的から、身体能力や精神面で戦闘員としての適正が高い者、科学・医療分野で優れた知識を有する者であると解される。現在はBLUEとの本格的な戦闘を控え、戦闘員や医療・科学スタッフだけが活動しているが、医療ステーションの居住セクションには一般人もコールドスリープ状態で収容されている。特に戦闘員らは、いつBLUEとの戦闘で戦死するか分からない状況にあり、やや即物的・享楽的な思考を持った者が多く、性風俗もやや乱れているようである（人目を憚らずに行為に及んだり、薄暗い機関部などはあちらこちらで同床している光景が見られる）。地球上に取り残された人間は「すでに死んだもの」であり、任務の遂行が最優先で、その障害となるのであれば負傷した仲間を置き去りにするのは当然のことと教育されている。戦闘員同士は、現場では互いに名前で呼び合い、一定の信頼関係があるように見受けられるが、上層部は戦闘員をコードナンバーで呼ぶなど、個人として尊重してはいないようである。
取り残された人間
本作において、地球上にはBLUEが蔓延り、都市は壊滅的な被害を受けている。都市に住む人間は、BLUEの目をかいくぐって食料品を集め、飛翔能力のないBLUEが水を渡れないことから、河川や海によって陸地と隔絶された地域などで息を殺して生き延びている状況である。もっとも、ジャングルや砂漠、草原、雪山など、自然環境の厳しい地域ではあまり多くのBLUEは見られず、遊牧生活などをして従来とさほど変わらない暮らしをしている者もいる。彼らは、セカンドアース建設時に選ばれなかった者たちであり、セカンドアースからは「すでに死んだものとして」扱われていることから、たとえBLUEに襲われていてもセカンドアースの人間が助けにくることはない（派手な戦闘は他のBLUEを刺激することから、作戦行動を阻害するものとされている）。そのため、地上人のセカンドアースに対する憎悪は著しい。
スリーパー
不治の病のために、未来に希望を託して冷凍睡眠に入った患者たちのこと。後に、その病の原因がB細胞にあることが判明し、BLUE殲滅の切り札とするため、セカンドアースから世界各地に向けて回収部隊が送り込まれた。B細胞の活動が活発になると身体能力・運動能力が劇的に向上するだけでなく、同じくB細胞を持つBLUEの行動を察知できるようになるなど、BLUEへの対抗手段として有力視されている。もっとも、B細胞が活発化しすぎるとBLUEと同様の獰猛な性格に変貌してしまうなど危険性もきわめて大きく、セノはその抑制手段を探っていた。
チーム・グランザイル
祐司ら日本のスリーパーを回収するために派遣された部隊で、マリーンが所属していた。脱出予定地のスペースポートがBLUEの襲撃によって使用不可能となり、隊員の大半も戦死するなど大きな被害を受けたため、韓国を経由してユーラシア大陸の部隊との合流を目指すこととなった。途中の戦闘で生き残っていたジョーイ、ロバートが共に戦死し、最終的にセカンドアースに生還できたのはマリーンのみとなった。
アーク
最高議会による強硬なセカンドアースの運営を排除するとともに、B細胞の研究が不完全な段階でのスリーパーの実践投入を阻止するべく、セノが主催する秘密組織。第二次降下作戦の機会に乗じてクーデターを起こし、最高議会を軍事ステーションから排除するとともに、アーミックやカダロフといった軍関係の幹部を拘束した。
プランド・スーサイダル
本作中、計画的な細胞の死を指す。本作においては、際限なく細胞が増殖するのを防ぐため、一定量以上に増えすぎた細胞は自滅するようにあらかじめ定められているが、B細胞にはそれがない、地球を1個の生命体と考えると人類もその細胞の1つであり、増えすぎた人類によって地球全体が壊滅するのを防ぐためにB細胞を持つBLUEたちが生み出された、という2つの仮説が唱えられている。トニーは、それを「大いなる地球の意思」と呼び、自らがそれを実行する使命を帯びたメシアであると考え、セカンドアースに住む人類もまた審判を受けなければならないとして、医療ステーションと軍事ステーションの激突を企てた。後に、南米におけるBLUEの大移動と超巨大ネストの形成を調査した祐司たちは、ネスト内でおびただしい数のBLUEが死亡しているのを見て、これもまたプランド・スーサイダルの現れではないかと考えた。
スペースポート / 宇宙基地
日本やロシアをはじめ、世界各地に建造された宇宙基地で、地球とセカンドアースとの接点となっている。発電設備を備えており、オートマタによってBLUEに対する警備や保守点検が行われているが、ソフトウェアのバグによって警備用オートマタが人間に対しても見境なく攻撃するなど異常を来している場合もあり、信頼性にやや難がある。なお、保守点検用オートマタは人間が個別に音声で命令を与えて機能させることができ、簡易的ながら電気ショックなどの攻撃能力も有する。基地は、スロープ式の発射台と、これと一体になった格納庫を中心に、発電設備や通信設備などを備えているのが一般的。シャトル発射時に大電力を必要とする（このため、ハンが1人で飛び立とうとした際、BLUEが地下で電力を奪っており失敗に終わった）ことから、スロープにはカタパルトのような機能があり、これなしではシャトルが離陸できない模様。もっとも、南米の調査の際にシャトルが直接地面に着地するような表現がある以外、シャトルの着陸方法は判然とせず、基地とシャトルの関係はやや不明瞭である。
祐司の鼻歌
祐司がコールドスリープに入る前に地球上で流行っていた歌。偶然にもジョーイが知っていて、作業中に口ずさんでいたことから、祐司とジョーイを結びつけることになった。祐司にとっては思い入れのある歌らしく、昔を思い出して不意に口ずさむことがある。

## 登場メカ
アーマーシュライク
二足歩行トルーパー。作中では下記の3種類が登場。対BLUE用の人型戦闘機械。動力は発動機または充電によって得る。機関銃やミサイルなどで武装しているが、コックピットは半分むき出しの状態で、防御面はあまり重視されていない。
ブルズアイ
1人のパイロットが搭乗して操縦する。
グラップル
2人のパイロットが搭乗して操縦する。
ダブルエッジ
スリーパー専用のアーマーシュライク。シールドやカッターを新たに装備している。
ハードマン
捕獲用ゴリラタイプと格闘用バッファロータイプがある。

## スタッフ
- 企画 - 藤田純二、三浦亨
- 企画協力 - 高橋良輔
- 監督 - 阿部雅司
- スーパーバイザー - 大畑晃一
- シリーズ構成 - 長谷川勝己
- キャラクターデザイン・総作画監督 - 木﨑文智
- コンセプト・メカデザイン - 福地仁
- メカデザイン - 渡辺浩二
- クリーチャーデザイン - マイケル原腸
- デザインワークス - 橋本敬史
- 美術監督 - 金子英俊
- 色彩設計 - 大内綾
- 撮影監督 - 豊永安義
- 編集 - 辺見俊夫
- 音楽監督 - 蓜島邦明
- 音響監督 - 岩浪美和
- プロデューサー - 田崎廣、長谷川康雄、朴旻浩、井上博明
- 製作 - TOSHIBA EMI、AIC

## 主題歌
オープニングテーマ「解き放て!」
作詞 - 及川眠子 / 作曲・編曲 - 斉藤英夫 / 歌 - 桑島法子
エンディングテーマ「愛が教えてくれた」
作詞 - 及川眠子 / 作曲・編曲 - 荒木真樹彦 / 歌 - 桑島法子

## 各話リスト
| 話数 | サブタイトル | 脚本       | 絵コンテ                    | 演出                | 作画監督                              |
| ---- | ------------ | ---------- | --------------------------- | ------------------- | ------------------------------------- |
| 1    | ONEDAY       | 長谷川勝己 | 阿部雅司                    | 阿部雅司            | 橋本敬史、阿部邦博 木﨑文智、渡辺浩二 |
| 2    | CRY          | 長谷川勝己 | 中川聡 松村やすひろ         | 松村やすひろ        | 飯野利明                              |
| 3    | TRIAL        | 植竹須美男 | 南康宏                      | 北川亮太            | 阿部和彦                              |
| 4    | AGONY        | 高橋義昌   | 鈴木三郎                    | 又野弘道            | 島崎克実                              |
| 5    | PRIORITY     | 高橋義昌   | 佐藤英一                    | 佐藤英一            | 古田誠                                |
| 6    | RELATION     | 長谷川勝己 | 西本由紀夫                  | 下司泰弘            | 木崎文智                              |
| 7    | SYMPATH      | 山田光洋   | 小林孝志                    | 中川聡              | 下坂英男                              |
| 8    | OASIS        | 山田靖智   | 牧野行洋                    | 阿宮正和            | 安徳正則                              |
| 9    | CONFIRM      | 山田靖智   | 松村やすひろ                | 松村やすひろ        | 下坂英男                              |
| 10   | TACTICS      | 植竹須美男 | 又野弘道                    | 又野弘道            | 島崎克実                              |
| 11   | GO MAD       | 植竹須美男 | 橋本敬史、阿部雅司 小林孝志 | 菊池康仁            | 阿部邦博、柿田英樹 金紀杜             |
| 12   | PROGRESS     | 長谷川勝己 | 福本潔                      | 福本潔              | 丸英男                                |
| 13   | HERESY       | 高橋義昌   | 岡嶋国敏                    | 久城りおん          | 下坂英男                              |
| 14   | SET          | 長谷川勝己 | 石踊宏                      | 石踊宏              | 森下博光 海人乃蒔潟                   |
| 15   | CALM         | 山田光洋   | 中西伸彰                    | 中西伸彰            | 安徳正則                              |
| 16   | A SIGN       | 植竹須美男 | 又野弘道                    | 又野弘道            | 島崎克実                              |
| 17   | ECLOSION     | 山田靖智   | 中川聡                      | 中川聡              | 飯野利明                              |
| 18   | CHAOS        | 長谷川勝己 | 西本由紀夫                  | 西本由紀夫          | 木崎文智                              |
| 19   | COLLAPSE     | 高橋義昌   | 石踊宏                      | 石踊宏              | 森下博光                              |
| 20   | VERSUS       | 高橋義昌   | 松村やすひろ                | 松村やすひろ        | 下坂英男                              |
| 21   | JOKER        | 長谷川勝己 | 中西伸彰                    | 中西伸彰            | 安徳正則 大貫健一                     |
| 22   | DOGMA        | 山田光洋   | 又野弘道                    | 又野弘道            | 島崎克実                              |
| 23   | SOLISTE      | 山田光洋   | 大畑晃一 佐藤英一           | 下司泰弘            | 渡辺浩二、木崎文智 笹島啓一           |
| 24   | COMPASS      | 山田光洋   | 池田成                      | 石踊宏              | 森下博光                              |
| 25   | ADAGIO       | 長谷川勝己 | 牧野行洋 秋山勝仁           | 又野弘道 西山明樹彦 | 外崎春雄                              |
| 26   | LET ME       | 長谷川勝己 | 阿部雅司                    | 阿部雅司            | 阿部邦博、木崎文智 高岡淳一           |

## 関連作品
BLUE GENDER THE WARRIOR
TV版の再編集、新規シーンとセリフの追加の他に結末がTVとは異なっている。